# Collodictyon

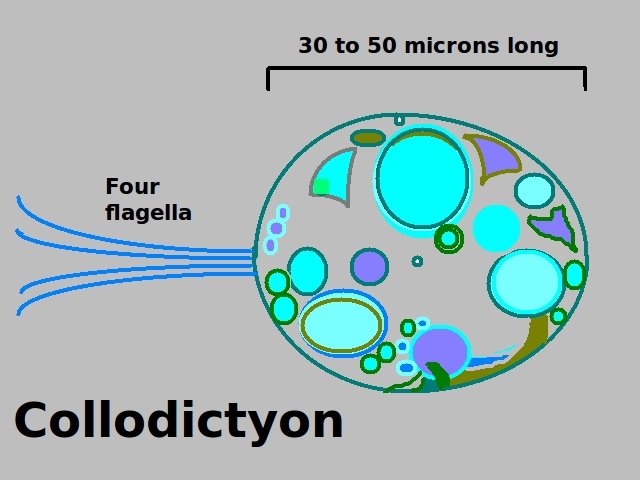
Collodictyon.

Collodictyon é um ser vivo eucariota de única célula, que ainda não foi catalogado em nenhum domínio.
Possui três espécies dentro do mesmo gênero. 